# Puertorriqueños
Los puertorriqueños o portorriqueños —también referidos coloquialmente como boricuas, borinqueños, borincanos o puertorros— son un grupo étnico oriundo del archipiélago y de la isla caribeña de Puerto Rico y una nación identificada con el Estado Libre Asociado de Puerto Rico a través de  ascendencia, cultura o historia. Los puertorriqueños son predominantemente una sociedad hispanohablante, cristiana y mestiza, que desciende en diversos grados de nativos indígenas taínos, colonos de Europa Occidental, y esclavos, libertos y negros libres subsaharianos de África Occidental y Central. Como ciudadanos de un territorio de los Estados Unidos, los puertorriqueños nacen con nacionalidad estadounidense automática y son considerablemente influenciados por la cultura estadounidense. La población de puertorriqueños es de entre 9 y 10 millones alrededor del mundo, con la gran mayoría residiendo en Puerto Rico y los Estados Unidos. 
Dentro de los Estados Unidos, los puertorriqueños están presentes en todos los estados de la unión estadounidense, pero los estados con mayor población boricua son: Nueva York, Florida, Nueva Jersey, Pensilvania, Massachusetts y Connecticut. Grandes poblaciones de puertorriqueños también existen en: California, Texas, Illinois, Ohio, Virginia, Carolina del Norte y Georgia.

## Historia
El pueblo puertorriqueño o boricua, es una mezcla de los grupos étnicos y culturales que han formado parte importante en la historia del archipiélago e isla de Puerto Rico. Los primeros habitantes fueron los arahuacos, que venían desde las costas de Venezuela, para luego iniciar con la civilización taína.

### Europeos
Genética y culturalmente, Puerto Rico es principalmente occidental, siendo formado en gran medida por los pobladores y las tradiciones de España, específicamente de las comunidades autónomas de Andalucía y Islas Canarias. Esta última región en particular ha tenido un impacto importante en la genética y cultura puertorriqueña, ya que Puerto Rico recibió significativas olas de inmigrantes provenientes de las Islas Canarias, comenzando a finales del siglo XVII y terminando a finales del siglo XIX. Los canarios, quienes acostumbrados a la experiencia isleña llegaron a habitar exitosamente un Puerto Rico severamente despoblado, son reconocidos por haber proveído en gran parte la fundación del ser «jíbaro» o puertorriqueño rural, en esos entonces todo Puerto Rico, excepto por varios puntos urbanos, como la ciudad capitalina y centro político de San Juan en el extremo noroeste y la segunda ciudad más antigua y centro cultural de San Germán en el extremo suroeste, y por haber fundado varios pueblos, específicamente en las regiones interiores y occidentales de la isla donde se mantenían autosuficientes e independientes por medio de la agricultura.
Al igual que en toda la América Hispana, Puerto Rico también fue poblado por inmigrantes originarios del resto de las regiones españolas, incluyendo gallegos, castellanos, vascos, catalanes y baleáricos. Adicionalmente, Puerto Rico recibió inmigrantes portugueses, quienes llegaron en cantidad significativa durante los 60 años que duró la Union Ibérica de España y Portugal entre los siglos XVI y XVII. De hecho, antes de llegar los canarios a poblar un Puerto Rico en gran parte inhabitado, los portugueses fueron en los que las autoridades españolas dependían para aumentar la gravemente escasa población insular. Estos y sus desentiendes directos se establecieron principalmente en San Juan y pueblos adyacentes, específicamente en Guaynabo, Bayamón y Toa baja.
Además de Iberia, Puerto Rico recibió inmigración significativa de otros países y territorios europeos, particularmente de Francia, Córcega, Irlanda, Italia y Alemania. La región occidental extrema de la isla recibió y acogió la gran mayoría de inmigrantes europeos no españoles, especialmente esos que llegaron como resultado de la promulgación de la Real Cédula de Gracias en 1815, real decreto que buscaba incrementar la población de ascendencia europea en Puerto Rico. Esta parte de la isla permaneció en contacto directo y constante con Europa por medio del Puerto de los Pozos en la bahía del pueblo de Aguada desde el descubrimiento de la isla por Cristóbal Colón durante su segundo viaje en 1493. Sirviendo como una muy conocida “aguada” o parada temporaria de descanso y reaprovisionamiento desde su descubrimiento para navíos no solo españoles, sino que también ingleses, franceses y holandeses, este puerto fue decretado como punto oficial de salida de toda la correspondencia de Puerto Rico con destino a Sudamérica por medio de Caracas en 1737.
Muchos de los puertorriqueños descendientes de europeos no españoles, se concentraron históricamente en pueblos de está región, incluyendo San Germán, Cabo Rojo, Mayagüez, Lares y Ponce. Esta parte de Puerto Rico fue precisamente donde se establecieron muchos de los franceses y españoles refugiados provenientes de la isla vecina de La Española, que inmigraron tras el comienzo de la Revolución haitiana en Santo Domingo francés en 1791 y la pérdida de Santo Domingo español a Francia por medio del Tratado de Basilea en 1795. Durante las guerras de independencia hispanoamericanas, muchos de los europeos y criollos de ascendencia europea que abandonaron Sudamérica llegaron a esta misma zona en Puerto Rico.

### Africanos subsaharianos
Puerto Rico también ha sido influenciado genética y culturalmente por África subsahariana, con muchos puertorriqueños parcialmente descendientes de africanos provenientes de pueblos originales de África Occidental y África Central, aunque los afropuertorriqueños de ascendencia africana significativa son solo una pequeña minoría. Estos se han concentrado históricamente en el pueblo de Loíza y pueblos adyacentes en el extremo noreste de Puerto Rico, como Canóvanas, Carolina y San Juan, ya que en estas zonas de llanuras cercanas al puerto principal de la isla en la capital fue donde se estableció primeramente la producción comercial de ganadero y la cultivación comercial de caña, jengibre, tabaco, café, cacao, entre otros, que dependían de trabajadores esclavizados.Adicionalmente, desde finales del XVII, Puerto Rico se convirtió en un santuario para esclavos originales de África subsahariana y trabajadores no abonados de orígenes diversos que huían como fugitivos de las duras condiciones sociales y laborales en las colonias caribeñas cercanas no hispanas, incluyendo las islas danesas de Santo Tomás y Santa Cruz, las islas inglesas de Antigua y San Cristóbal, las islas francesas de Guadalupe y Martinica y la isla holandesa de Curazao.

### Amerindios
Los puertorriqueños también tienen presente rastros genéticos y culturales de los indígenas taínos que habitaban la isla en el momento en que Cristóbal Colón llegó por primera vez en 1493 y Juan Ponce de León colonizó por primera vez en 1508. Durante las primeras décadas de colonización en el siglo XVI, la gran mayoría del pueblo nativo taíno de Puerto Rico desapareció debido a la guerra, esclavitud y  explotación, pero principalmente a causa de enfermedades del Viejo Mundo, como la viruela y el sarampión, que resultaron en  mortalidad catastrófica, con la población indígena de la isla representada oficialmente por un poco más de 1,000 taínos en 1530.Se ha sostenido históricamente que cantidades de taínos buscaron refugio en las montañas y cuevas de la región occidental extrema de la isla, lejos de las costas y los primeros asentamientos europeos, pero al igual que se desconoce la población total taína al momento de llegar Colón y Ponce de León, tampoco se sabe cuántos habitaban escondidos en las alturas de Puerto Rico.
Aunque indicaciones anecdóticas sugieren alta ascendencia taína en las zonas interiores del poniente insulano, la contribución genética taína en Puerto Rico no parece ser significativamente concentrada en una región específica, siendo esta distribuida más o menos uniformemente alrededor de la isla.Al igual que el resto de Iberoamérica, los primeros hombres europeos y africanos en poblar Puerto Rico se entremezclaron rápidamente con mujeres indígenas taínas, así comenzando una descendencia mestizada en Puerto Rico.

### Población durante dominio español (1765-1897)
La población puertorriqueña era en su mayoría mestiza en el siglo XVII. Durante el siguiente siglo, la población blanca aumentó significativamente por medio de la Real Cédula de Gracias en 1815 que buscaba el «blanqueamiento» de los isleños mientras que la población africana subsahariana también aumentó como resultado de la alta cultivación comercial de caña en la isla, que dependió de trabajadores esclavizados hasta la abolición de la esclavitud en 1873. 
| Composición Racial de Puerto Rico 1765 - 1897                  | Composición Racial de Puerto Rico 1765 - 1897 | Composición Racial de Puerto Rico 1765 - 1897 | Composición Racial de Puerto Rico 1765 - 1897 | Composición Racial de Puerto Rico 1765 - 1897 | Composición Racial de Puerto Rico 1765 - 1897 | Composición Racial de Puerto Rico 1765 - 1897 | Composición Racial de Puerto Rico 1765 - 1897 | Composición Racial de Puerto Rico 1765 - 1897 | Composición Racial de Puerto Rico 1765 - 1897 |
| Grupos raciales                                                | Grupos raciales                               | 1765 Capitanía General de Puerto Rico         | 1765 Capitanía General de Puerto Rico         | 1802 Capitanía General de Puerto Rico         | 1802 Capitanía General de Puerto Rico         | 1820 Provincia de Puerto Rico                 | 1820 Provincia de Puerto Rico                 | 1897 Provincia autónoma de Puerto Rico        | 1897 Provincia autónoma de Puerto Rico        |
| Grupos raciales                                                | Grupos raciales                               | Población                                     | Porcentaje                                    | Población                                     | Porcentaje                                    | Población                                     | Porcentaje                                    | Población                                     | Porcentaje                                    |
| -------------------------------------------------------------- | --------------------------------------------- | --------------------------------------------- | --------------------------------------------- | --------------------------------------------- | --------------------------------------------- | --------------------------------------------- | --------------------------------------------- | --------------------------------------------- | --------------------------------------------- |
| Blanco Peninsular, Criollo                                     | Blanco Peninsular, Criollo                    | 17.572                                        | 39'2%                                         | 78.281                                        | 47%                                           | 102.432                                       | 44%                                           | 573.187                                       | 64'3%                                         |
| De color                                                       |                                               |                                               |                                               |                                               |                                               |                                               |                                               |                                               |                                               |
| Mulato Libre                                                   | 22.274                                        | 49.6%                                         | 55.164                                        | 33%                                           | 86.269                                        | 37%                                           | 241.900                                       | 27%                                           |                                               |
| Africano Libre                                                 | 22.274                                        | 49.6%                                         | 16.414                                        | 10%                                           | 20.191                                        | 9%                                            | 75.824                                        | 9%                                            |                                               |
| Indígena Taíno                                                 | 22.274                                        | 49.6%                                         | 2.300                                         | 2%                                            | no figura como grupo racial separado          | no figura como grupo racial separado          | no figura como grupo racial separado          | no figura como grupo racial separado          |                                               |
| Esclavos                                                       | Esclavos                                      | 5.037                                         | 11'2%                                         | 13.333                                        | 8%                                            | 21.730                                        | 10%                                           | abolida la esclavitud en 1873                 | abolida la esclavitud en 1873                 |
| Totales                                                        | Totales                                       | 44.833                                        | 100.0%                                        | 163.192                                       | 100.0%                                        | 230.622                                       | 100.0%                                        | 890.911                                       | 100.0%                                        |
| Fuentes: 1765 Census (First census), 1802 Census y 1897 Census |                                               |                                               |                                               |                                               |                                               |                                               |                                               |                                               |                                               |

## Genética
| Raza - Puerto Rico                              | Raza - Puerto Rico | Raza - Puerto Rico |
| Año                                             | Blanca %           | No blanca %        |
| ----------------------------------------------- | ------------------ | ------------------ |
| 1802                                            | 48,0               | 52,0               |
| 1812                                            | 46,8               | 53,2               |
| 1820                                            | 44,4               | 55,6               |
| 1830                                            | 50,1               | 49,9               |
| 1877                                            | 56,3               | 43,7               |
| 1887                                            | 59,5               | 40,5               |
| 1897                                            | 64,3               | 35,7               |
| 1899                                            | 61,8               | 38,2               |
| 1910                                            | 65,5               | 34,5               |
| 1920                                            | 73,0               | 27,0               |
| 1930                                            | 74,3               | 25,7               |
| 1935                                            | 76,2               | 23,8               |
| 1940                                            | 76,5               | 23,5               |
| 1950                                            | 79,7               | 20,3               |
| 2000                                            | 80,5               | 19,5               |
| 2007est:                                        | 79,7               | 20,3               |
| Composición de razas de la población, 1802-2000 |                    |                    |

Estudios genéticos recientes han concluido que la composición genética puertorriqueña es en promedio predominantemente europea (60-75%), con un importante sustrato africano subsahariano (5-20%), norteafricano guanche (1-10%) e indígena americano (5-20%), los dos últimos originarios del pueblo aborigen de las Islas Canarias y los habitantes taínos precolombinos de Puerto Rico, respectivamente.

### Haplogrupos maternales
De acuerdo a estudios científicos genéticos con más de 100 individuos diversos por territorio caribeño, Puerto Rico parece poseer, por mucho, la mayor contribución indígena americana en las Antillas Mayores con un 61-66 % de haplogrupos maternales descendiendo de mujeres taínas. En contraste, Cuba con un 33-35 % y República Dominicana con un 10-22 % cuentan con menos aportación amerindia. Puerto Rico parece tener la menor contribución africana subsahariana en las Antillas Mayores con un 20-27 % de haplogrupos maternales descendiendo de féminas africanas subsaharianas. En contraste, Cuba con un 39-45 % y República Dominicana con un 61-80 % cuentan con mucha más genética africana subsahariana. Puerto Rico con un 12-18 % y República Dominicana con un 8-19% parecen poseer similar contribución eurasiática mientras que Cuba con un 22-27 % tiene más aportación de Eurasia Occidental.
| Composición Genética Maternal en las Antillas Mayores por Haplogrupos de ADN Mitocondrial Humano (ADNmt) | Composición Genética Maternal en las Antillas Mayores por Haplogrupos de ADN Mitocondrial Humano (ADNmt) | Composición Genética Maternal en las Antillas Mayores por Haplogrupos de ADN Mitocondrial Humano (ADNmt) | Composición Genética Maternal en las Antillas Mayores por Haplogrupos de ADN Mitocondrial Humano (ADNmt) | Composición Genética Maternal en las Antillas Mayores por Haplogrupos de ADN Mitocondrial Humano (ADNmt) | Composición Genética Maternal en las Antillas Mayores por Haplogrupos de ADN Mitocondrial Humano (ADNmt) | Composición Genética Maternal en las Antillas Mayores por Haplogrupos de ADN Mitocondrial Humano (ADNmt) | Composición Genética Maternal en las Antillas Mayores por Haplogrupos de ADN Mitocondrial Humano (ADNmt) | Composición Genética Maternal en las Antillas Mayores por Haplogrupos de ADN Mitocondrial Humano (ADNmt) | Composición Genética Maternal en las Antillas Mayores por Haplogrupos de ADN Mitocondrial Humano (ADNmt) | Composición Genética Maternal en las Antillas Mayores por Haplogrupos de ADN Mitocondrial Humano (ADNmt) |
| Nación | Antilla Mayor                                                                                            | Eurasiática Occidental                                                                                   | Eurasiática Occidental                                                                                   | Eurasiática Occidental                                                                                   | Africana Subsahariana                                                                                    | Africana Subsahariana                                                                                    | Africana Subsahariana                                                                                    | Indígena Americana                                                                                       | Indígena Americana                                                                                       | Indígena Americana                                                                                       |
| --- | --- | --- | --- | --- | --- | --- | --- | --- | --- | --- |
| Haití | La Española                                                                                              | 1.8% | 1.8% | 1.8% | 98.2% | 98.2% | 98.2% | 0.0% | 0.0% | 0.0% |
| Jamaica | Jamaica                                                                                                  | 1.0% | 1.0% | 1.0% | 98.5% | 98.5% | 98.5% | 0.5% | 0.5% | 0.5% |
| Cuba | Cuba | 21.6% | 26.7% | 26.7% | 45.3% | 38.8% | 38.8% | 33.1% | 34.5% | 34.5% |
| Puerto Rico | Puerto Rico                                                                                              | 11.5% | 14.0% | 17.8% | 27.2% | 20.0% | 19.8% | 61.3% | 66.0% | 62.5% |
| República Dominicana | La Española                                                                                              | 19.0% | 9.2% | 8.4% | 61.0% | 80.4% | 79.8% | 22.0% | 10.0% | 11.7% |
| Haití, Jamaica, Cuba, Puerto Rico y República Dominicana: Taino and African maternal heritage in the Greater Antilles (2017) Cuba: Cuba: Exploring the History of Admixture and the Genetic Basis of Pigmentation Using Autosomal and Uniparental Markers (2014) Puerto Rico: Investigating mito-nuclear interactions in human admixed populations (2019);Genetic Diversity of A2 and C1 Haplotypes in Puerto Rico: Implications for Initial Migration and Settlement Patterns of the Caribbean (2016) República Dominicana: Genetic Diversity in the Dominican Republic Implications for the Population and Demographic History of Hispaniola (2017);Comparative study between Helicobacter pylori and host human genetics in the Dominican Republic (2019) | | | | | | | | | | |

### Haplogrupos paternales
De acuerdo a estudios científicos genéticos con más de 100 individuos diversos por territorio caribeño, Puerto Rico y Cuba parecen tener la mayor contribución eurasiática en las Antillas Mayores con entre un 84 y un 82 % de haplogrupos paternales descendiendo de hombres eurasiáticos. En contraste, República Dominicana con un 59 % cuenta con menos aportación euroasiática. Puerto Rico y Cuba parecen tener la menor contribución africana subsahariana en las Antillas Mayores con entre un 16 y un 18 % de haplogrupos paternales descendiendo de hombres africanos subsaharianos. En contraste, República Dominicana con un 38 % cuenta con más genética africana subsahariana. Puerto Rico carece de linajes paternos indígenas americanos mientras que República Dominicana y Cuba poseen una pequeña contribución amerindia de entre un 3 y un 0,5 %. 
| Composición Genética Paternal en las Antillas Mayores por Haplogrupos del Cromosoma Y Humano (ADN-Y) | Composición Genética Paternal en las Antillas Mayores por Haplogrupos del Cromosoma Y Humano (ADN-Y) | Composición Genética Paternal en las Antillas Mayores por Haplogrupos del Cromosoma Y Humano (ADN-Y) | Composición Genética Paternal en las Antillas Mayores por Haplogrupos del Cromosoma Y Humano (ADN-Y) | Composición Genética Paternal en las Antillas Mayores por Haplogrupos del Cromosoma Y Humano (ADN-Y) | Composición Genética Paternal en las Antillas Mayores por Haplogrupos del Cromosoma Y Humano (ADN-Y) | Composición Genética Paternal en las Antillas Mayores por Haplogrupos del Cromosoma Y Humano (ADN-Y) |
| Nación | Antilla Mayor                                                                                        | Eurasiático Occidental                                                                               | Africano Subsahariano                                                                                | Indígena Americano                                                                                   | Asiático Oriental                                                                                    | Indio Subcontinental                                                                                 |
| --- | --- | --- | --- | --- | --- | --- |
| Haití | La Española                                                                                          | 20.3%                                                                                                | 77.2%                                                                                                | 0.0%                                                                                                 | 0.0%                                                                                                 | 0.0%                                                                                                 |
| Jamaica | Jamaica                                                                                              | 18.9%                                                                                                | 66.7%                                                                                                | 0.0%                                                                                                 | 3.8%                                                                                                 | 1.2%                                                                                                 |
| Cuba | Cuba                                                                                                 | 81.8%                                                                                                | 17.7%                                                                                                | 0.5%                                                                                                 | 0.0%                                                                                                 | 0.0%                                                                                                 |
| Puerto Rico | Puerto Rico                                                                                          | 84.3%                                                                                                | 15.6%                                                                                                | 0.0%                                                                                                 | 0.0%                                                                                                 | 0.0%                                                                                                 |
| República Dominicana | La Española                                                                                          | 59.0%                                                                                                | 38.0%                                                                                                | 3.0%                                                                                                 | 0.0%                                                                                                 | 0.0%                                                                                                 |
| Haití y Jamaica: Y-chromosomal diversity in Haiti and Jamaica: Contrasting levels of sex-biased gene flow (2012) Cuba: Cuba: Exploring the History of Admixture and the Genetic Basis of Pigmentation Using Autosomal and Uniparental Markers (2014) Puerto Rico: Genetic diversity in Puerto Rico and its implications for the peopling of the Island and the West Indies (2013) República Dominicana: Y Haplogroup Diversity of the Dominican Republic: Reconstructing the Effect of the European Colonization and the Trans-Atlantic Slave Trades (2020) | | | | | | |

### Europea
Gran parte de la genética europea de los puertorriqueños desciende específicamente de las Islas Canarias, con un 38 % de puertorriqueños con linajes maternos europeos de origen canario. Esta estadística confirma la contribución genética significativa que las olas sucesivas de inmigración proveniente del archipiélago canario hacia un Puerto Rico gravemente despoblado dejaron en la isla entre los siglos XVII y XIX.

### Africana subsahariana
Gran parte de la genética africana subsahariana de los puertorriqueños proviene de las etnias de fulani, wólof y serer en el extremo occidental de África, con un 30 % de puertorriqueños con linajes maternos africanos subsaharianos provenientes de estos pueblos del África occidental, una cifra inferior a la de otras islas antillanas. Esta estadística concuerda con el hecho que los primeros esclavos en ser traídos a Puerto Rico y el Caribe en general eran originales de Senegal, Gambia y Guinea.

### Amerindia
Puerto Rico es la isla caribeña con genética autóctona más reseñable, estando compuesta su población por los siguientes linajes maternos: 60 % indígena americana, 25 % africana subsahariana y 15 % europea. En el lado paternal, la población puertorriqueña es: 85 % europeo y 15 % africano subsahariano. Estudios genéticos han revelado repetidamente que en Puerto Rico no existe ningún linaje paterno que sea de origen indígena taíno.Estas observaciones científicas validan el hecho de que los varones autóctonos de Puerto Rico desaparecieron rápidamente tras el comienzo de la colonización insular y que las mujeres indígenas y africanas subsaharianas se entremezclaron principalmente con varones europeos. Al igual que en Puerto Rico, no se ha detectado ningún linaje paterno de origen amerindio en Haití ni en Jamaica. Se creía que Cuba también carecía de linajes paternos de origen indígena americano 
pero un estudio genético identificó al menos dos haplogrupos indígenas en la isla.

### Autoidentificación racial de población actual (2020)
A pesar de ser predominantemente de ascendencia europea, la gran mayoría de  puertorriqueños se identifican por sí mismos como mulatos o mestizos, reconociendo de esta forma sus raíces africanas subsaharianas e indígenas taínas. 
| (2020 Census) \| Autoidentificación Racial de Puerto Rico[58] \| Autoidentificación Racial de Puerto Rico[58] \| Autoidentificación Racial de Puerto Rico[58] \| Autoidentificación Racial de Puerto Rico[58] \| Autoidentificación Racial de Puerto Rico[58] \| \| -------------------------------------------------- \| -------------------------------------------------- \| -------------------------------------------- \| -------------------------------------------- \| -------------------------------------------- \| \| Etnia o Raza \| \| \| \| \| \| Dos o más razas (1,635,791) \| Dos o más razas (1,635,791) \| \| 49.8 % \| 49.8 % \| \| Otras razas (838,316) \| Otras razas (838,316) \| \| 25.5 % \| 25.5 % \| \| Blanco (560,592) \| Blanco (560,592) \| \| 17.1 % \| 17.1 % \| \| Negro (228,711) \| Negro (228,711) \| \| 7.0 % \| 7.0 % \| \| Indígena Americano (17,870) \| Indígena Americano (17,870) \| \| 0.5 % \| 0.5 % \| \| Asiático (4,001) \| Asiático (4,001) \| \| 0.1 % \| 0.1 % \| \| Hawaiano Nativo y Otros Isleños del Pacífico (593) \| Hawaiano Nativo y Otros Isleños del Pacífico (593) \| \| 0.0 % \| 0.0 % \| \| Total:3,285,874[58][59] \| Total:3,285,874[58][59] \| \| 100.0 % \| 100.0 % \| |                                                    |  |         |         |
| Autoidentificación Racial de Puerto Rico |                                                    |  |         |         |
| Etnia o Raza |                                                    |  |         |         |
| Dos o más razas (1,635,791) | Dos o más razas (1,635,791)                        |  | 49.8 %  | 49.8 %  |
| Otras razas (838,316) | Otras razas (838,316)                              |  | 25.5 %  | 25.5 %  |
| Blanco (560,592) | Blanco (560,592)                                   |  | 17.1 %  | 17.1 %  |
| Negro (228,711) | Negro (228,711)                                    |  | 7.0 %   | 7.0 %   |
| Indígena Americano (17,870) | Indígena Americano (17,870)                        |  | 0.5 %   | 0.5 %   |
| Asiático (4,001) | Asiático (4,001)                                   |  | 0.1 %   | 0.1 %   |
| Hawaiano Nativo y Otros Isleños del Pacífico (593) | Hawaiano Nativo y Otros Isleños del Pacífico (593) |  | 0.0 %   | 0.0 %   |
| Total:3,285,874 | Total:3,285,874                                    |  | 100.0 % | 100.0 % |